# Szadłowice (gromada)
Szadłowice (do 30 XII 1961 Latkowo) – dawna gromada, czyli najmniejsza jednostka podziału terytorialnego Polskiej Rzeczypospolitej Ludowej w latach 1954–1972.
Gromady, z gromadzkimi radami narodowymi (GRN) jako organami władzy najniższego stopnia na wsi, funkcjonowały od reformy reorganizującej administrację wiejską przeprowadzonej jesienią 1954 do momentu ich zniesienia z dniem 1 stycznia 1973, tym samym wypierając organizację gminną w latach 1954–1972.
Gromadę Szadłowice z siedzibą GRN w Szadłowicach utworzono 31 grudnia 1961 w powiecie inowrocławskim w woj. bydgoskim w związku z przeniesieniem siedziby GRN gromady Latkowo z Latkowa do Szadłowic i zmianą nazwy jednostki na gromada Szadłowice.
W 1969 roku gromada miała 23 członków gromadzkiej rady narodowej.
1 stycznia 1969 do gromady Szadłowice włączono grunty rolne o powierzchni ogólnej 147,25 ha z miasta (na prawach powiatu) Inowrocławia w tymże województwie.
Gromadę zniesiono 1 stycznia 1972, a jej obszar włączono do gromad Gniewkowo (sołectwa Skalmierowice, Szadłowice i Latkowo), Rojewo (sołectwa Orłowo i Kłopot) i Marcinkowo (sołectwo Słońsko) w tymże powiecie.